# Droga Różowa
Droga Różowa – trasa przebiegająca w ciągu ulic Droga Gdyńska i Lotników omijająca Śródmieście Gdyni. Droga zlokalizowana po zachodniej stronie torów kolejowych Szybkiej Kolei Miejskiej w Trójmieście łączy ulice Warszawską i Śląską z ulicą Wielkopolską.

## Historia
Plan budowa trasy po raz pierwszy pojawił się w planach miasta w 1929 roku jako przedłużenie ulicy Śląskiej, która miała wraz z oddaloną od niej o 300 m Szosą Gdańską (dzisiejszy odcinek al. Zwycięstwa) tworzyć główny szkielet komunikacyjny rejonu centrum miasta.
W 1946 roku budowa odpowiednika Drogi Różowej pojawiła się w planach opracowanych przez zespół pod kierownictwem arch. Kamila Lisowskiego w postaci budowy zupełnie nowej trasy tzw. Drogi Czerwonej, która miała być nową, wewnątrz miejską autostradą łączącą Gdańsk z Gdynią. Następnie w 1956 roku Prezydium Miejskiej Rady Narodowej zmodyfikowało plany, planując Drogę Czerwoną jako przedłużenie ulicy Śląskiej, a następnie łączącą się z ulicą Stryjską. Budowa Drogi Czerwonej zakończyła się jedynie na planach.

## Droga Różowa
W 1996 roku ponownie został opracowany projekt o nazwie Droga Różowa, której przebieg został wyznaczony po planowanym śladzie Drogi Czerwonej, o tyle że z niższymi parametrami, rezygnując po jednym dodatkowym pasie w obydwóch kierunkach oraz z niektórych bezkolizyjnych węzłów. Jednak projekt Biura Projektów Budownictwa Komunalnego pod przewodnictwem dyrektora Jana Kosiedowskiego został tak przygotowany, aby w przyszłości była możliwość podwyższenia parametrów trasy.
Budowa Drogi Różowej została podzielona na cztery etapy, a 28 sierpnia 2002 roku uchwałą Rady Miasta Gdyni część trasy otrzymała nazwę Droga Gdyńska. Inwestycja została zrealizowana w przeważającej części ze środków własnych miasta.
Nazwa Droga Różowa wzięła swoją nazwę od koloru, jakim ją w latach 70. architekci zaznaczyli na mapie.

### Etap I

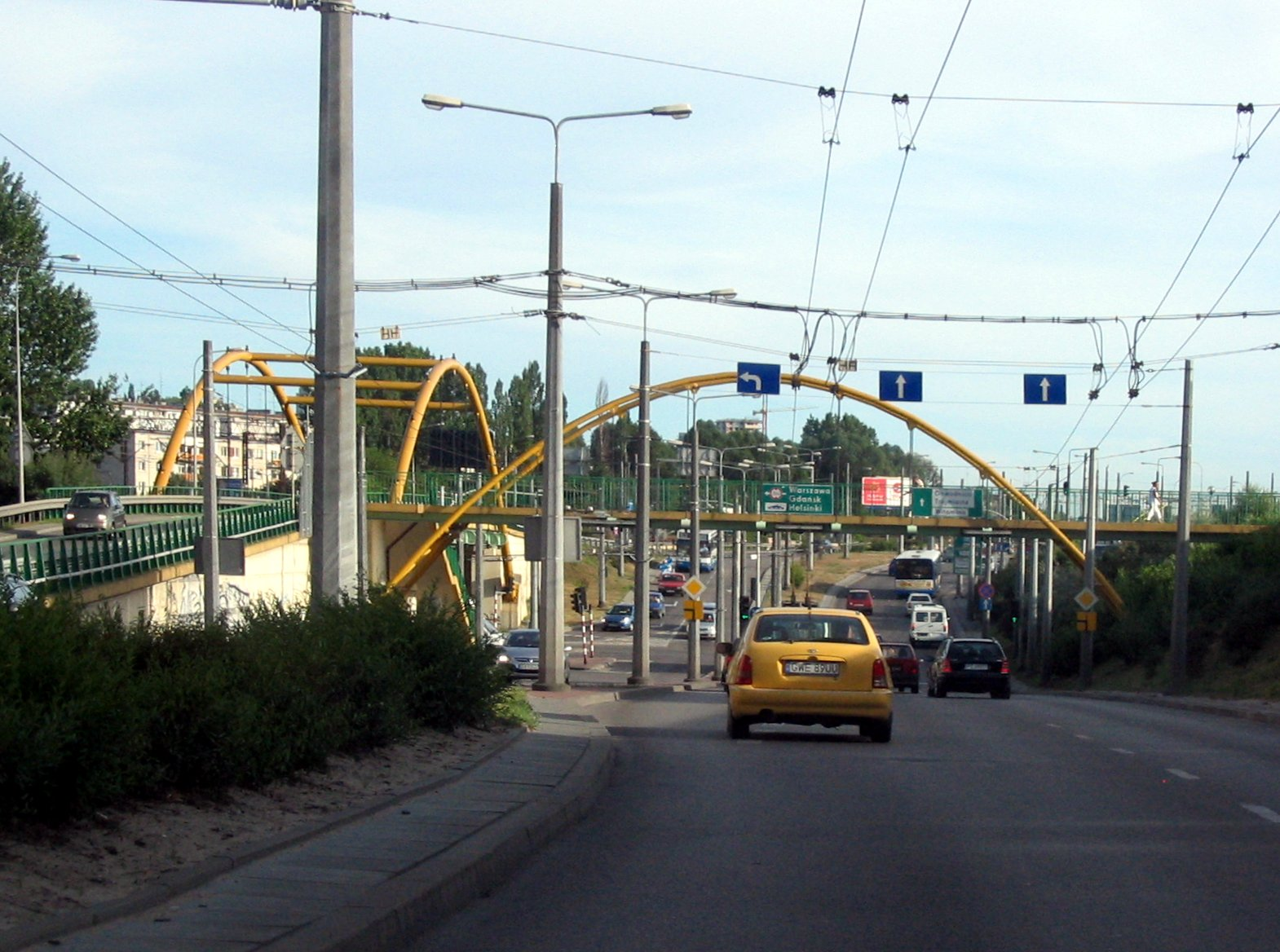
Węzeł drogowy im. Franciszki Cegielskiej w Gdyni

Inwestycja rozpoczęła się w maju 1999 roku od budowy węzła komunikacyjnego w dzielnicy Działki Leśne, w skład którego wchodzą: tunel dla pieszych pod przystankiem SKM, kładki dla pieszych, nowy wiadukt drogowy i pętla autobusowo-trolejbusowa u zbiegu ulic Kieleckiej i Śląskiej.
Wraz z tymi pracami wyremontowano także fragment ulicy Śląskiej oraz skrzyżowanie ulic Śląskiej i Warszawskiej. Wybudowany węzeł drogowy otrzymał imię byłej prezydent Gdyni Franciszki Cegielskiej.

### Etap II
Druga część inwestycji została oddana do użytku 5 września 2002 roku, w której zrealizowano dwie dwupasmowe jezdnie o długości 1300 metrów, na odcinku od ulicy Kieleckiej do ul. Stryjskiej wraz z wiaduktami pod torami kolejowymi do Kościerzyny. W międzyczasie odcinek tej jezdni został rozbudowany o dodatkowe zjazdy i drogi, które połączy nowe centrum handlowe (obecnie CH Riviera) otwarte w maju 2001 roku. Dodatkowo zrealizowano tzw. etap IIb, który obejmował remont ulicy Łużyckiej oraz rondo Stryjska-Łużycka, które w czerwcu 2001 roku otrzymało imię byłego wiceprezydenta prezydenta Gdyni Macieja Brzeskiego. Pierwsze dwa etapy zostały zrealizowane wyłącznie ze środków budżetowych Gdyni, a dokładnie z miejskich obligacji.

### Etap III
Prace przy trzecim etapie inwestycji obejmowały budowę odcinka długości 873 m od ulicy Łużyckiej do ul. Lotników. W ramach tego etapu zrealizowano także budowę wiaduktów drogowych w ciągu ulicy Stryjskiej (tzw. faza Ic), która przebiega nad torami kolejowymi i Drogą Gdyńską oraz przebudowano skrzyżowanie alei Zwycięstwa i ul. Wielkopolskiej (tzw. faza Ia). Uroczyste zakończenie budowy III etapu odbyło się 26 lipca 2005 roku.

### Etap IV

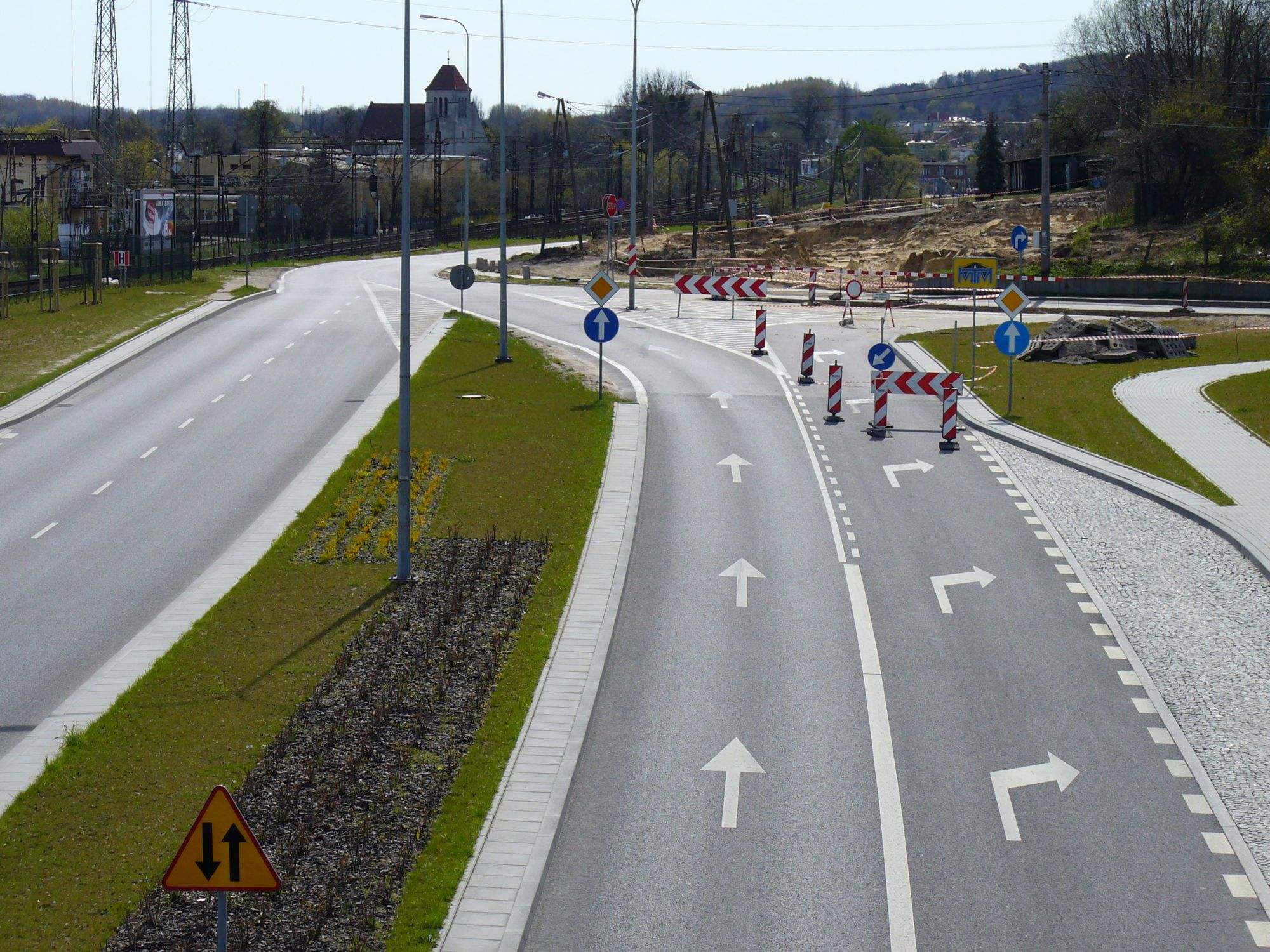
początek ul. Lotników, 2007

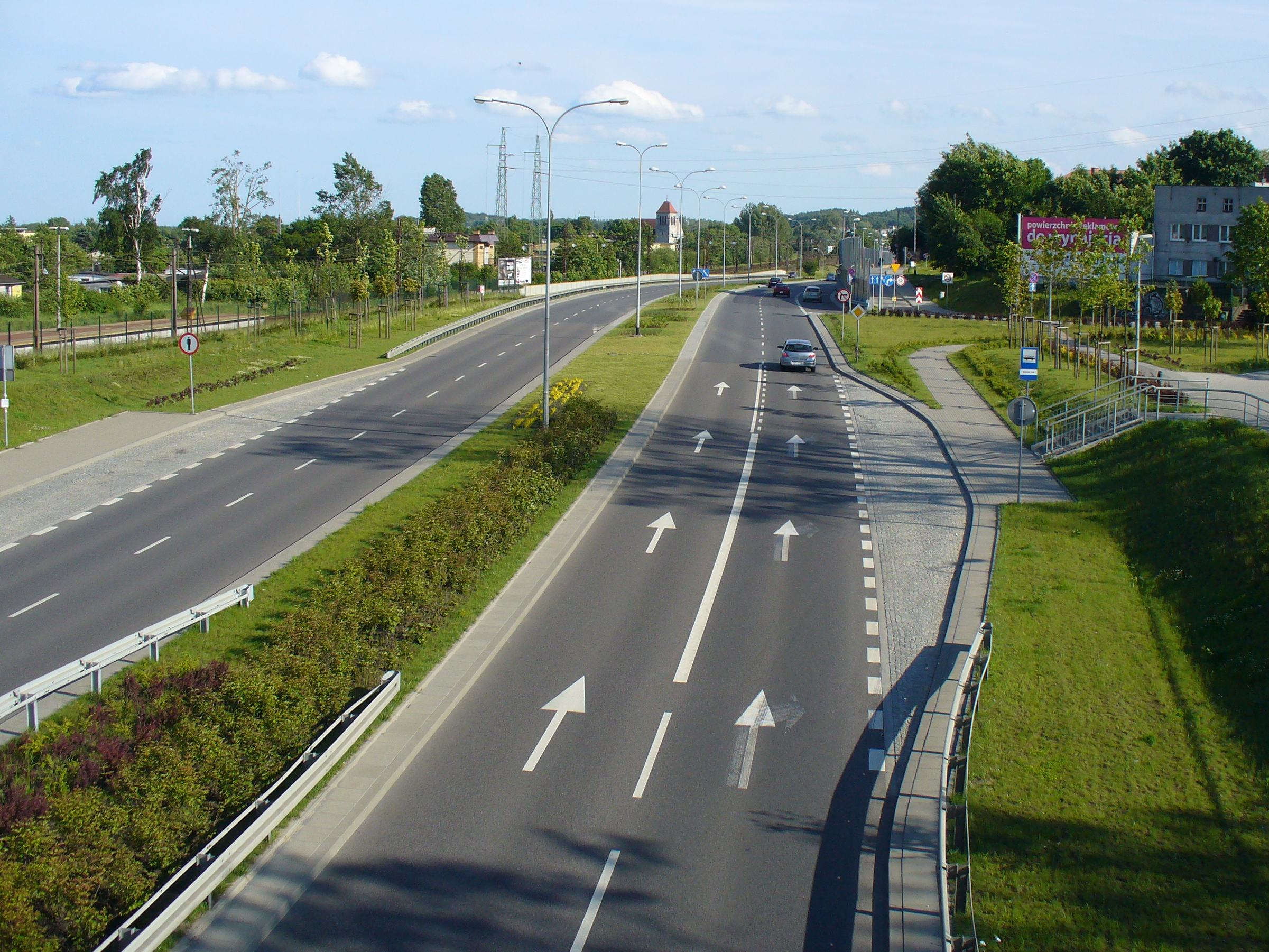
początek ul. Lotników, 2009

Ostatni, czwarty etap budowy Drogi Różowej rozpoczął się na początku kwietnia 2007. 24 kwietnia 2007 została zamknięta do końca trwania robót dla ruchu kołowego ulica Lotników, którą przebiega trasa. Zakres robót obejmował rozbudowę ulicy Lotników do dwóch dwupasmowych jezdni wraz z dwoma pasami włączeniowymi, budowę ciągu pieszo–jezdnego, chodników, ścieżki rowerowej, oświetlenia ulicy, budowę dwóch mostków na cieku Kaczej, utworzenie pętli autobusowej przy SKM Gdynia Redłowo, przebudowę ul. Stryjskiej i Sieradzkiej. Długość odcinka czwartego etapu wynosi około 700 metrów, a koszt oszacowano na ponad 30 mln zł.. Odcinek został częściowo otwarty 26 listopada, a ostateczne oddanie drogi do użytku odbyło się 13 marca 2008.

## Plany na przyszłość
Ewentualne przedłużenie Drogi Różowej do granicy Gdyni z Sopotem będzie możliwe, gdy w Sopocie zapadnie decyzja o budowie tunelu pod miastem w ramach projektu Drogi Czerwonej.